# Кваси (Мазовецьке воєводство)
Кваси (пол. Kwasy) — село в Польщі, у гміні Збучин Седлецького повіту Мазовецького воєводства.
Населення — 82 особи (2011).
У 1975-1998 роках село належало до Седлецького воєводства.

## Демографія
Демографічна структура станом на 31 березня 2011 року:
|          | Загалом | Допрацездатний вік | Працездатний вік | Постпрацездатний вік |
| -------- | ------- | ------------------ | ---------------- | -------------------- |
| Чоловіки | 39      | 9                  | 22               | 8                    |
| Жінки    | 43      | 10                 | 17               | 16                   |
| Разом    | 82      | 19                 | 39               | 24                   |